# Grup Taller d'Estocolm
Grup Taller d'Estocolm Va ser un col·lectiu d'escriptors xilens fundat en 1977, a Suècia, pels poetes Sergio Infante, Adrián Santini i Carlos Geywitz als quals es va integrar en 1978 el poeta Sergio Badilla Castillo i el narrador Edgardo Mardones i que va durar fins a finals de la dècada dels vuitanta.

## Història
El Grup Taller d'Estocolm va tenir una labor distingida en la difusió de la literatura xilena i hispanoamericana en Escandinàvia, durant les dècades finals del segle xx. Una part important del seu treball col·lectiu va ser recolzat per l'escriptora sueca Sun Axelsson Arxivat 2007-02-22 a Wayback Machine., qui des de l'arribada d'aquests escriptors exiliats a la capital sueca, va servir com vincle amb els cercles intel·lectuals en Escandinàvia.
Un segment important de les primeres obres, dels cinc integrants del Grup Taller d'Estocolm, van sorgir en aquesta etapa de creativitat conjunta, com ara: Sobre exilis de Sergio Infante Arxivat 2011-07-20 a Wayback Machine., Després del centaure d'Adrián Santini, L'ull de la ira de Carlos Geywitz, El domicili del signe de Sergio Badilla Castillo Arxivat 2008-05-21 a Wayback Machine. o Caputxeta esperant al llop de Edgardo Mardones.
En 1991, els quatre poetes del grup, Infante, Badilla, Santini i Geywitz, són incorporats en la primera antologia de poesia xilena, que compila i tradueix al suec la poeta i escriptora Sun Axelsson, al costat dels traductors, Marina Torres, Leif Duprez i Sören Persson, amb el nom de Bevingade Lejon. (Lleó alat).
La comunitat literària d'aquests escriptors cessa definitivament a finals dels vuitanta a causa del retorn de Badilla i Mardones a Xile i per l'activitat docent i d'investigació d'Infante i Santini; encara que l'afinitat lírica, temàtica i d'amistat els manté encara en contacte.